# Gymnascella citrina
Gymnascella citrina är en svampart som först beskrevs av Massee & E.S. Salmon, och fick sitt nu gällande namn av G.F. Orr, G.R. Ghosh & K. Roy 1977. Gymnascella citrina ingår i släktet Gymnascella och familjen Gymnoascaceae.   Inga underarter finns listade i Catalogue of Life.